# Âge du cuivre

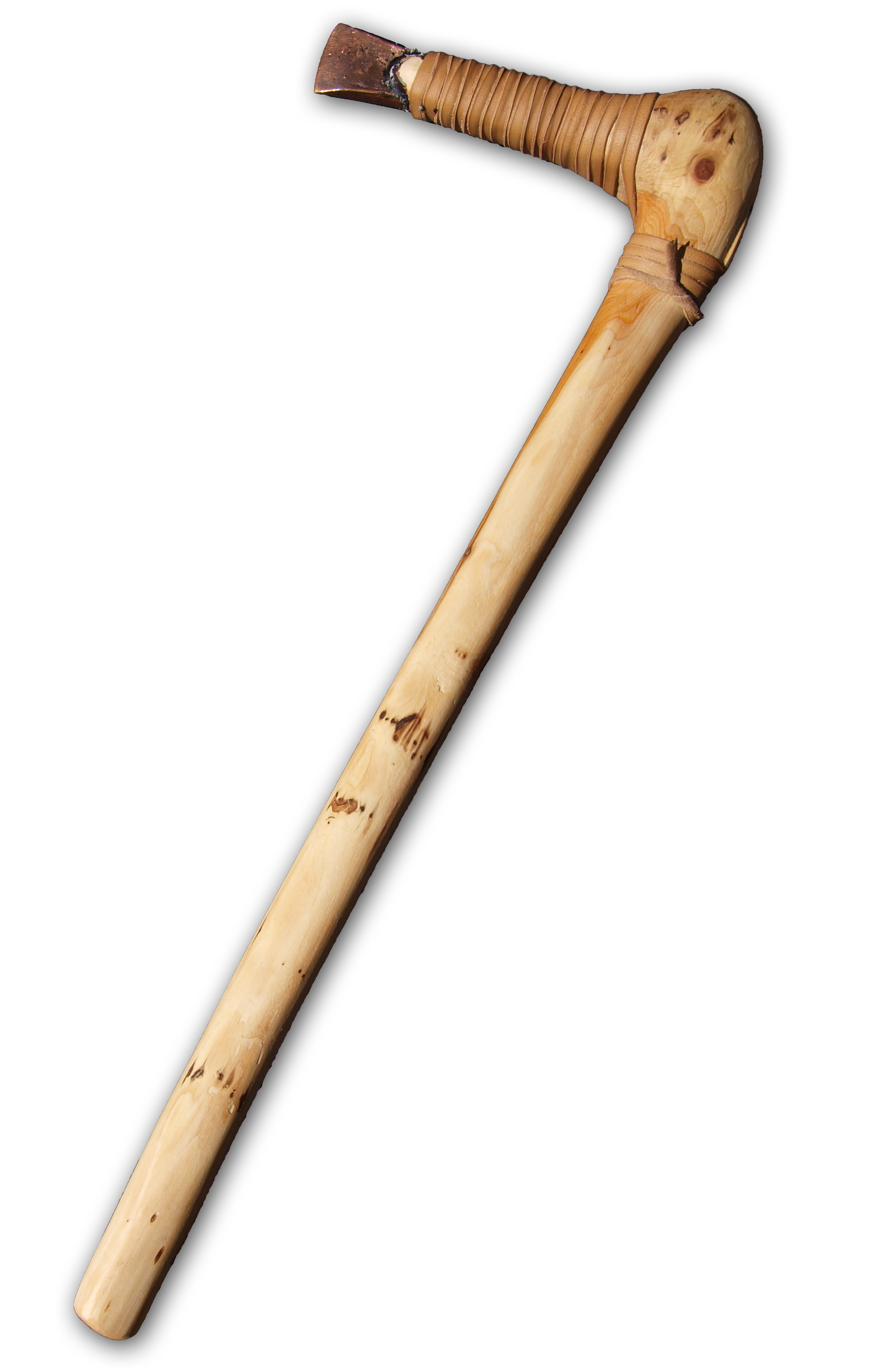
Reconstitution de la hache en cuivre d'Ötzi, datée d'environ -3300

L'âge du cuivre, également connu sous le nom de Chalcolithique ou d'Énéolithique, est une période de la Préhistoire qui se situe à la fin du Néolithique avant l’âge du bronze. 
Durant cette période, les hommes travaillent l'or, l'argent et le cuivre, mais ce dernier matériau n'est pas en mesure de remplacer la pierre pour la fabrication d'armes ou d'outils, en raison du manque de dureté du cuivre pur. C'est donc une période de coexistence de l'industrie lithique (encore prédominante) et la métallurgie du cuivre (secondaire). En revanche, l'apparition du bronze (alliage de cuivre et d'étain) entraînera une régression rapide du travail de la pierre.
C'est en Europe qu'on a trouvé (en 2010) la plus ancienne trace de métallurgie du cuivre (-5500), à Prokuplje (Serbie). La métallurgie du cuivre est attestée  dès le Ve millénaire av. J.-C. en Mésopotamie, au IVe millénaire av. J.-C. en Egypte et en Europe occidentale, au IIIe millénaire av. J.-C. dans la vallée de l'Indus.
Le mot français « Chalcolithique » a été créé par les préhistoriens à partir des racines grecques khalkos (cuivre) et lithos (pierre), ce qui correspond bien à la situation de coexistence de ces deux matières.

## Caractéristiques de l'âge du cuivre

### La métallurgie du cuivre pur
Le travail du cuivre semble avoir coexisté avec celui de la pierre (artisanat parfaitement maîtrisé par les hommes du Néolithique), sans amener de bouleversements socio-économiques dans les groupes humains qui le connaissent. L'archéologie montre d'ailleurs que certains groupes maîtrisent le travail du cuivre alors qu'il est ignoré par des groupes voisins ou contemporains. En revanche, l'industrie lithique disparaîtra assez rapidement à la suite de l'apparition de la métallurgie du bronze, puis du fer.
La faible incidence du cuivre sur les cultures néolithiques s'explique par le peu d'intérêt du cuivre pur par rapport à la pierre. Recueilli assez facilement à l'état naturel, le cuivre natif est martelé avant d'être fondu et moulé à 1 000 °C environ. La production est faible si on la compare à celle de l'industrie lithique et elle concerne principalement des pièces de taille modeste : poignards à soie[pas clair] et alênes sont les pièces les plus représentatives. 
À la même époque, les productions lithiques sont aussi souvent plus fines.

### Autres techniques
Cette période est surtout connue pour :
- la retouche par pression, technique permettant une grande finesse dans l'élaboration du mobilier lithique (notamment des pointes de flèches), par le détachement successif de petits éclats ;
- la culture mégalithique, à partir de 4500 avant Jésus-Christ dans toute l'Europe atlantique ;
- les stèles anthropomorphiques du nord de la mer Méditerranée (Languedoc-Roussillon, Provence, Corse, Sardaigne).

D'autres innovations apparaissent durant cette période, comme l'utilisation du sel comme technique de conservation. La première ville connue en Europe, à Solnitsata, en Bulgarie (datée de 4700 à 4200 av. J.-C.), est construite autour de la production de sel.

### Habitat
Durant cette période, les villages se développent, avec :
- l'apparition d'enceintes défensives : de grands fossés qui entourent les espaces habités ;
- la structuration de l'espace dans les plus gros villages.

## Chronologie

### Hors d'Europe
- en Asie du Sud, la culture de Mehrgarh, au Baloutchistan pakistanais, plus particulièrement durant la période dite "Mehrgarh III" (4800 - 3500 av. J.-C.), l'utilisation de forets en cuivre, ainsi que celle de fours et de creusets pour faire fondre le cuivre est attestée avec les fouilles initiées par l'archéologue Jean-François Jarrige entre 1975 et 2000[6] ;

- en Mésopotamie, la métallurgie du cuivre est attestée aux Ve millénaire av. J.-C., IVe millénaire av. J.-C. et début du IIIe millénaire av. J.-C. Elle est remplacée par celle du bronze vers 2700-2500 av. J.-C.
- en Égypte, le mobilier en cuivre se répand durant la période caractérisée par le site de Nagada, de 4000 à 3200 av. J.-C. : haches plates, herminettes, ciseaux, couteaux à manche en os et épingles en témoignent. L'âge du bronze succède à l'âge du cuivre en Égypte au cours de l'Ancien Empire, vers 2700-2500 avant J.-C., à peu près en même temps que dans la Mésopotamie ancienne ;
- dans la vallée de l'Indus, l'usage du métal est attesté vers 2500 av. J.-C. : les sites d'Harappa et de Mohenjo-Darô y ont fourni du mobilier en plomb, argent, cuivre à forte teneur en arsenic (à l'état quasi-naturel) et même en bronze comme en témoignent scies, perles, fermoirs de colliers, ou encore anneaux de chevilles ;
- à Chypre, c'est sans doute sous l'influence anatolienne que se développe l'exploitation du minerai de cuivre. À Ambelikou, la présence de céramiques rouges permet de la dater d'environ 2300 à 2000 av. J.-C. ;
- à Troie, les fouilles d'Heinrich Schliemann révèlent la présence de cuivre au niveau le plus ancien, mais c'est surtout aux niveaux II-III (2300 à 2100 av. J.-C.) que le mobilier en cuivre se multiplie ;
- en Amérique du Nord, l'usage du cuivre natif, sans métallurgie, date dans la région des Grands Lacs d'un peu avant 3000 av. J.-C. ;

- en Amérique du Sud, la métallurgie du cuivre apparait dans les Andes vers 1300 av. J.-C.[7].

La métallurgie du bronze, qui va bouleverser les sociétés qui la maîtrisent, apparaît vers 3000 av. J.-C. en Anatolie, et parvient en Europe de l'Ouest et en Chine vers 2000 av. J.-C. Son apparition marque la fin du Néolithique en Eurasie.

### En Europe

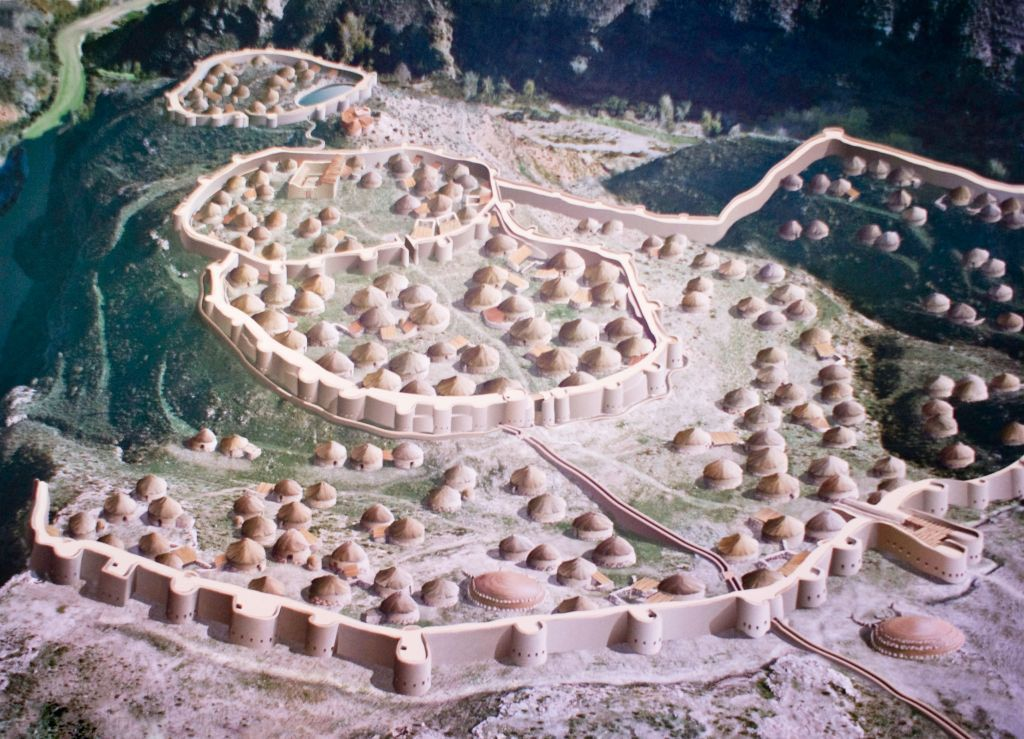
Maquette d'un village fortifié de l'âge du cuivre, Los Millares, Espagne

Un site archéologique près de Prokuplje, en Serbie, renferme la plus ancienne preuve connue de travail du cuivre, datée de 5500 av. J.-C.. Cette découverte de juin 2010 allonge le registre connu de la fusion du cuivre d'environ huit cents ans et suggère que la fusion du cuivre pourrait avoir été inventée dans différentes parties de l'Asie et de l'Europe à cette époque plutôt que de se propager à partir d'une source unique,.
En Europe occidentale, l'âge du cuivre commence vers 3700 av. J.-C. (avec, par exemple, la culture de Pfyn, en Suisse). La diffusion de l'artisanat du cuivre dans ces régions pourrait s'être faite depuis les Balkans par la voie danubienne. Sur la façade atlantique, la production métallurgique dominante jusqu'à celle du bronze demeure cependant celle de l'or.
La connaissance de l'utilisation du cuivre était beaucoup plus répandue que le métal lui-même. La culture de la céramique cordée utilisait des haches en pierre polie modelées sur des haches en cuivre, avec même des moulures gravées dans la pierre. Ötzi, qui a été découvert dans les Alpes de l'Ötztal en 1991 et dont les restes sont datés d'environ 3300 av. J.-C., a été retrouvé avec près de lui une hache en cuivre rattachée à la culture du lac de Mondsee.
Les exemples de cultures chalcolithiques en Europe incluent les sites de Vila Nova de São Pedro (en) et de Los Millares, dans la péninsule Ibérique. Des poteries de la culture campaniforme ont été découvertes sur les deux sites, datant de plusieurs siècles après le début du travail du cuivre. La culture campaniforme semble avoir répandu les technologies du cuivre puis du bronze en Europe, ainsi que les langues indo-européennes.
À partir du Néolithique, il semble y avoir une tendance générale à l'augmentation des inégalités sociales, qui s'intensifie à nouveau de manière significative au cours de l'âge chalcolithique et du bronze ancien (EBA) et s'est manifestement exprimée dans la culture matérielle et les coutumes funéraires.

## Exemples de cultures de l'âge du cuivre
- culture de la céramique cordée, dont la culture de Fatianovo-Balanovo (2900 av. J.-C.), ainsi nommée en raison du motif appliqué sur la pâte crue ;
- culture campaniforme ;
- culture des catacombes ;
- culture de Vučedol ;
- culture de Samara (5200 à 4800 av. J.-C.) ;
- culture de Khvalynsk (4900 - 3500 av. J.-C.), sur la moyenne Volga ;
- culture de Botaï (3700 - 3100 av. J.-C.), dans le Nord de l'actuel Kazakhstan ;
- culture Yamna (3600 - 2300 av. J.-C.), dans la région Boug/Don/Dniepr/Volga ;
- culture d'Usatovo (3500 - 3200 av. J.-C.) ou culture de Coţofeni, dans la région Boug/Dniestr/Dniepr ;
- culture d'Afanasievo (3300 - 2400 av. J.-C.), dans le Sud de la Sibérie ;
- culture de Glazkov (de) (3200 - 2400 av. J.-C.), en Toungousie et en Mongolie.